# Продуктивност рада
Продуктивност рада је просечна производња по јединици утрошеног рада, односно просечно утрошени рад потребан за израду јединице производа. Часовна продуктивност рада је однос остварене производње и броја радник-часова. Дневна продуктивност рада је однос остварене производње и броја радник-дана. Осим стварних часова рада, овај показатељ обухвата и време када поједини запослени нису радили. Месечна и годишња продуктивност рада је однос остварене производње и броја запослених (сви запослени у предузећу). При обрачуну ових показатеља обухвата се и изгубљено време у току месеца (године) услед годишњих одмора и изостанака с посла.

## Начини мерења продуктивности рада
1. Продуктивност рада када је изражена производња у натуралном и условно-натуралном изразу (може се користити када се производи само један производ или када један производ има највеће учешће у укупној производњи предузећа).
Може се изразити на два начина: 
- Као просечна производња по јединици времена: Pr = q/T, што је овај коефицијент већи (већи обим производње за 1 час), то је и продуктивност већа.
- Као утрошено време стварног рада по јединици производа: Pr` = T/q, што је овај коефицијент већи (више времена је потребно за израду једног производа) то је продуктивност мања.

2. Продуктивност рада када је изражена производња у радном  изразу (када не располажемо подацима о стварним часовима рада, користимо број запослених).
    Може се изразити на два начина:
- Као остварена количина производње по запосленом: Pr = q/L, што је овај коефицијент већи (већи обим производње по једном запосленом) то је продуктивност већа.
- Као број запослених по јединици производа: Pr`= L/q, што је овај коефицијент већи (потребан број запослених за израду једног производа) то је продуктивност мања.

3.  Продуктивност рада када је изражена производња у вредносном изразу
    Може се изразити на два начина:
- Као остварена вредност производње по јединици времена: Pr = Sqp/ST, што је овај коефицијент већи (остварена већа вредност производње за један час), то је продуктивност већа.
- Као потребно време за производњу јединице произведене вредности: Pr` = ST/Sqp, што је овај коефицијент већи (потребно више времена да се произведе јединица произведене вредности), то је продуктивност мања.[1]